# Viktar Babaryka
Viktar Babaryka (* 9. listopadu 1963, Minsk, Sovětský svaz) je běloruský opoziční politik, bankéř a filantrop.
V roce 2021 byl v Bělorusku odsouzen k trestu 14 let vězení pro údajnou korupci a přijímání úplatků. Od dubna 2023 je nezvěstný. 

## Život
Babaryka zamýšlel kandidovat v prezidentské volbě v roce 2020.
Dne 18. června 2020 běloruský prezident Alexandr Lukašenko označil Babaryku za „ničemu“ a obvinil ho z korupce. Zároveň uvedl, že se mu nepodaří udělat ze sebe oběť politického pronásledování nebo vězně svědomí. Ještě v červnu 2020 byl Babaryka zatčen a následně z volebního boje vyřazen s tím, že je trestně stíhaný. Lidskoprávní organizace Amnesty International od té doby Babaryku považuje za vězně svědomí.
Dne 10. října 2020 navštívil Babaryku a další opoziční představitele Lukašenko ve vyšetřovacím vězení běloruské tajné služby KGB. Podle pozorovatelů se tak snažil utišit povolební protesty nabídkou vágně popsaných reforem, mj. svým návrhem na přijetí nové ústavy.
V červenci 2021 ho běloruský nejvyšší soud odsoudil k trestu 14 let odnětí svobody pro údajnou korupci, přijímání úplatku ve zvlášť velkém rozsahu a praní špinavých peněz.

### Nezvěstný od dubna 2023
Babaryka byl umístěn do věznice ve městě Navapolack. Podle informací telegramového kanálu Rabochy Ruch byl v noci z 24. na 25. dubna 2023 přijat v místní nemocnici s řadou zranění. Jeho tým zjistil, že v nemocnici podstoupil odstranění tekutiny z plic. Od 28. dubna už ani nemocnice, ani věznice nepotvrdily jeho přítomnost.